# Panonska Hrvatska
Panonska Hrvatska je dio Hrvatske koji se nalazi u Panonskoj nizini, i to onaj između Drave, Save, Kupe, Sutle i Požeškog gorja. Šire se pojam može razmatrati kao sinonim za kontinentalnu Hrvatsku, makar se u tu definiciju ne bi uklopio gorski dio Hrvatske. Pojam je i povijesni jer opisuje sjeverno područje hrvatske države kojom su vladali knezovi još u ranom Srednjem vijeku.